# Адміністративний устрій Сорокинського району
Адміністративний устрій Краснодонського району — адміністративно-територіальний поділ Краснодонського району Луганської області на 5 селищних рад та 10 сільських рад, які об'єднують 58 населених пунктів і підпорядковані Краснодонській районній раді. Адміністративний центр — місто Краснодон, яке є містом обласного значення та не входить до складу району.

## Список радКраснодонського району
| №  | Назва                              | Центр                 | Населені пункти                                                                                           | Площа км² | Місце за площею | Населення (2001), осіб. | Місце за населенням |
| -- | ---------------------------------- | --------------------- | --- | --------- | --------------- | ----------------------- | ------------------- |
| 1  | Великологівська селищна рада       | смт Великий Лог       | смт Великий Лог c-ще Верхня Краснянка                                                                     |           |                 |                         |                     |
| 2  | Мирненська селищна рада            | смт Талове            | смт Талове смт Мирне                                                                                      |           |                 |                         |                     |
| 3  | Новоолександрівська селищна рада   | смт Новоолександрівка | смт Новоолександрівка с. Дубівка                                                                          |           |                 |                         |                     |
| 4  | Новосвітлівська селищна рада       | смт Новосвітлівка     | смт Новосвітлівка с. Катеринівка с. Лисе                                                                  |           |                 |                         |                     |
| 5  | Сімейкинська селищна рада          | смт Сімейкине         | смт Сімейкине с. Глибоке с. Красний Яр с. Радянське                                                       |           |                 |                         |                     |
| 6  | Білоскелюватська сільська рада     | с. Білоскелювате      | с. Білоскелювате с. Габун с. Дружне с. Липове с. Радісне                                                  |           |                 |                         |                     |
| 7  | Великосуходільська сільська рада   | с. Великий Суходіл    | с. Великий Суходіл с. Біленьке с. Малий Суходіл с. Підгірне с. Попівка                                    |           |                 |                         |                     |
| 8  | Верхньогарасимівська сільська рада | с. Власівка           | с. Власівка с. Верхньогарасимівка с. Микишівка с. Нижня Гарасимівка                                       |           |                 |                         |                     |
| 9  | Верхньошевирівська сільська рада   | с. Верхньошевирівка   | с. Верхньошевирівка с. Батир с. Верхньодеревечка с. Нижньодеревечка c-ще Орджонікідзе c-ще Радгоспний     |           |                 |                         |                     |
| 10 | Давидо-Микільська сільська рада    | с. Давидо-Микільське  | с. Давидо-Микільське с. Водоток с. Іванівка с. Пантеліївка                                                |           |                 |                         |                     |
| 11 | Новоганнівська сільська рада       | с. Новоганнівка       | с. Новоганнівка с. Андріївка с. Красне                                                                    |           |                 |                         |                     |
| 12 | Пархоменківська сільська рада      | с. Пархоменко         | с. Пархоменко с. Берегове с. Іллівка с. Кружилівка с. Новокиївка с. Огульчанськ с. Хорошилове с. Хрящівка |           |                 |                         |                     |
| 13 | Поріченська сільська рада          | с-ще Поріччя          | с-ще Поріччя с. Королівка                                                                                 |           |                 |                         |                     |
| 14 | Самсонівська сільська рада         | с. Самсонівка         | с. Самсонівка с. Придорожне                                                                               |           |                 |                         |                     |
| 15 | Хрящуватенська сільська рада       | с-ще Хрящувате        | с-ще Хрящувате с. Валіївка с. Видно-Софіївка с. Вишневий Діл с. Комісарівка с. Тернове                    |           |                 |                         |                     |

* Примітки: м. — місто, смт — селище міського типу, с. — село, с-ще — селище